# Montréal-la-Cluse
Montréal-la-Cluse és un municipi francès situat al departament de l'Ain i a la regió d'Alvèrnia-Roine-Alps. L'any 2007 tenia 3.521 habitants.
Als seus habitants se'ls anomena Montréaliens.

## Demografia

### Població
El 2007 la població de fet de Montréal-la-Cluse era de 3.521 persones. Hi havia 1.453 famílies de les quals 491 eren unipersonals (272 homes vivint sols i 219 dones vivint soles), 341 parelles sense fills, 496 parelles amb fills i 125 famílies monoparentals amb fills.
La població ha evolucionat segons el següent gràfic:
Habitants censats

### Habitatges
El 2007 hi havia 1.628 habitatges, 1.480 eren l'habitatge principal de la família, 25 eren segones residències i 123 estaven desocupats. 705 eren cases i 913 eren apartaments. Dels 1.480 habitatges principals, 611 estaven ocupats pels seus propietaris, 839 estaven llogats i ocupats pels llogaters i 30 estaven cedits a títol gratuït; 58 tenien una cambra, 200 en tenien dues, 304 en tenien tres, 398 en tenien quatre i 520 en tenien cinc o més. 1.034 habitatges disposaven pel capbaix d'una plaça de pàrquing. A 719 habitatges hi havia un automòbil i a 566 n'hi havia dos o més.

### Piràmide de població
La piràmide de població per edats i sexe el 2009 era:
| Homes | Edats   | Dones |
| ----- | ------- | ----- |
| 0     | 95 o +  | 0     |
| 4     | 90 a 94 | 0     |
| 12    | 85 a 89 | 20    |
| 16    | 80 a 84 | 16    |
| 16    | 75 a 79 | 48    |
| 32    | 70 a 74 | 64    |
| 72    | 65 a 69 | 64    |
| 76    | 60 a 64 | 80    |
| 68    | 55 a 59 | 80    |
| 88    | 50 a 54 | 116   |
| 88    | 45 a 49 | 96    |
| 148   | 40 a 44 | 128   |
| 144   | 35 a 39 | 128   |
| 180   | 30 a 34 | 156   |
| 220   | 25 a 29 | 184   |
| 96    | 20 a 24 | 132   |
| 148   | 15 a 19 | 160   |
| 124   | 10 a 14 | 140   |
| 156   | 5 a 9   | 140   |
| 144   | 0 a 4   | 112   |

## Economia
El 2007 la població en edat de treballar era de 2.345 persones, 1.782 eren actives i 563 eren inactives. De les 1.782 persones actives 1.624 estaven ocupades (921 homes i 703 dones) i 158 estaven aturades (74 homes i 84 dones). De les 563 persones inactives 140 estaven jubilades, 188 estaven estudiant i 235 estaven classificades com a «altres inactius».

### Ingressos
El 2009 a Montréal-la-Cluse hi havia 1.459 unitats fiscals que integraven 3.576,5 persones, la mediana anual d'ingressos fiscals per persona era de 16.160 €.

### Activitats econòmiques
Dels 236 establiments que hi havia el 2007, 1 era d'una empresa extractiva, 5 d'empreses alimentàries, 1 d'una empresa de fabricació de material elèctric, 2 d'empreses de fabricació d'elements pel transport, 29 d'empreses de fabricació d'altres productes industrials, 24 d'empreses de construcció, 49 d'empreses de comerç i reparació d'automòbils, 13 d'empreses de transport, 13 d'empreses d'hostatgeria i restauració, 1 d'una empresa d'informació i comunicació, 20 d'empreses financeres, 15 d'empreses immobiliàries, 25 d'empreses de serveis, 23 d'entitats de l'administració pública i 15 d'empreses classificades com a «altres activitats de serveis».
Dels 57 establiments de servei als particulars que hi havia el 2009, 1 era una oficina de correu, 5 oficines bancàries, 6 tallers de reparació d'automòbils i de material agrícola, 2 tallers d'inspecció tècnica de vehicles, 2 autoescoles, 3 paletes, 7 guixaires pintors, 2 fusteries, 1 lampisteria, 2 electricistes, 1 empresa de construcció, 6 perruqueries, 1 veterinari, 6 agències de treball temporal, 8 restaurants, 2 agències immobiliàries, 1 tintoreria i 1 saló de bellesa.
Dels 14 establiments comercials que hi havia el 2009, 1 era un hipermercat, 1 una botiga de més de 120 m², 4 fleques, 1 una fleca, 1 una botiga de congelats, 1 una llibreria, 1 una sabateria, 2 drogueries i 2 floristeries.

## Equipaments sanitaris i escolars
El 2009 hi havia 2 farmàcies i 1 ambulància.
El 2009 hi havia 2 escoles maternals i 1 escola elemental. Montréal-la-Cluse disposava d'un col·legi d'educació secundària amb 650 alumnes.

## Poblacions més properes
El següent diagrama mostra les poblacions més properes.